# Bảo tàng Tỉnh của các Giáo phụ Bernardine ở Leżajsk
Bảo tàng Tỉnh của các Giáo phụ Bernardine ở Leżajsk (tiếng Ba Lan: Muzeum Prowincji Ojców Bernardynów w Leżajsku) là một bảo tàng tọa lạc tại số 8 Quảng trường Mariacki, Leżajsk, Ba Lan. Bảo tàng do các Giáo phụ Bernardine điều hành. Trụ sở của bảo tàng nằm trong khuôn viên của khu phức hợp của nhà thờ và tu viện Bernardine ở Leżajsk.

## Lịch sử
Bản thiết kế của bảo tàng được giáo đoàn tôn giáo tỉnh phê duyệt vào năm 1960. Lễ khai trương của bảo tàng diễn ra vào năm 1971. Người tổ chức và giám đốc đầu tiên của bảo tàng là Cha Kajetan Grudziński. Từ năm 1996, sau khi Cha Kajetan Grudziński qua đời, chức vụ này được Cha Efrem Obruśnik tiếp quản.
Các di tích từ nhà thờ Bernardine nằm trong các khu vực bị mất sau Chiến tranh thế giới thứ hai và từ các tu viện khác của tỉnh Podkarpackie được trưng bày trong 15 căn phòng nằm ở phía tây nam của các tòa nhà tu viện. Các bộ sưu tập của bảo tàng bao gồm các bức tranh và tác phẩm điêu khắc tôn giáo, các thủ bản minh họa từ thư viện của tu viện (khoảng 24.000 tập), và một số thứ khác.

## Giờ mở cửa
Bảo tàng hoạt động quanh năm, mở cửa tất cả các ngày trong tuần. Du khách có thể đến tham quan bảo tàng khi có sự sắp xếp trước với những người chăm sóc các bộ sưu tập.